# Porocottus japonicus
Porocottus japonicus és una espècie de peix pertanyent a la família dels còtids.

## Hàbitat
És un peix marí, demersal i de clima temperat.

## Distribució geogràfica
Es troba al Pacífic nord: el Japó.

## Observacions
És inofensiu per als humans.